# Omar Faruk Tekbilek
Ömer Faruk Tekbilek (nació en 1951, Adana, Turquía), también conocido como Omar Faruk Tekbilek, es un compositor y virtuoso flautista turco. Es conocido por sus interpretaciones con el ney en estilo sufi, como también por su fusión de música tradicional del medio oriente, principalmente turca, con sintetizadores modernos.
Honrado como promotor de la paz y músico virtuoso, Omar es actualmente uno de los músicos más solicitados, cuyo trabajo traciende las fronteras políticas, a la vez que mantiene y desarrolla sensibilidades tradicionales del medio oriente con gran calidad.

## Biografía

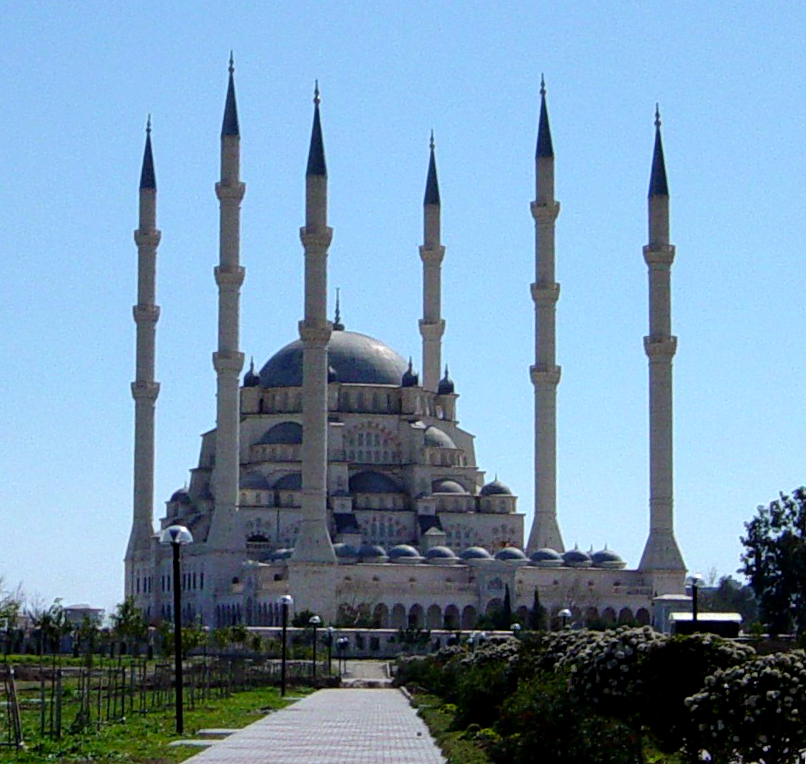
Adana, ciudad natal de Faruk Tekbilek.

Omar Faruk Tekbilek nació y creció en Adana, una ciudad del sur de Turquía con una rica mezcla cultural, influenciada tanto por la tradición islámica como por el legado bizantino. Considerada un cruce de caminos para filósofos, artistas y músicos, Adana ofrecía una vibrante vida cultural que atrajo a numerosos artistas de renombre. 
Su hermano Hadji, flautista autodidacta, fue su primer guía musical. Faruk comenzó sus estudios con el kaval, una flauta diatónica tradicional, y posteriormente amplió su interés hacia otros instrumentos. Su primer maestro formal fue un tío propietario de una tienda de instrumentos musicales, donde Faruk pasaba las tardes después de la escuela. Allí aprendió a tocar el bağlama (laúd turco de cuello largo), además de técnicas rítmicas, escalas modales y lectura musical. A los doce años comenzó a actuar profesionalmente en clubes locales.
Paralelamente a su formación musical, se interesó por el sufismo, la corriente mística del islam. Aunque inicialmente aspiraba a convertirse en monje sufí, abandonó esa idea a los quince años para dedicarse por completo a la música, sin dejar de estudiar. Según sus propias palabras, "tocar es como rezar", y considera la música como "el camino más corto hacia Dios".
A los diecisiete años se trasladó a Estambul, donde conoció a los Derviches Mevlevíes, una de las órdenes sufíes más antiguas de Turquía. Aunque no se unió formalmente a la orden, su enfoque espiritual del sonido dejó una huella profunda en su estilo musical.
En Estambul conoció también al saxofonista Burhan Tonguç, quien le enseñó una nueva forma de entender la música: cualquier sonido puede ser rítmico, y cualquier persona puede ser percusionista. Gracias a su versatilidad como intérprete, comenzó a ser solicitado por diversos estudios de grabación de la ciudad.
A los veinte años realizó su primera gira por los Estados Unidos como miembro de un grupo de música tradicional turca. Durante esa gira conoció a quien sería su esposa. Sin embargo, tuvo que regresar a Turquía para cumplir con el servicio militar obligatorio, y no pudo establecerse en EE. UU. hasta 1976. Una vez en Nueva York, donde las oportunidades para un músico turco eran limitadas, trabajó en una empresa textil mientras tocaba los fines de semana en clubes de música oriental. Fundó junto a su cuñado la banda The Sultans, inicialmente orientada al pop, pero que pronto adoptó un repertorio de música del Medio Oriente. El grupo incluyó también a un tecladista egipcio y un músico griego, y logró grabar varios discos. Su música despertó el interés de la comunidad de bailarinas de danza oriental de Nueva York.
En 1988 conoció al productor Brian Keane, con quien colaboró en la banda sonora del documental Suleymán el Magnífico. El estreno del filme coincidió con la inauguración de una exposición sobre el sultán otomano en el Museo Metropolitano de Arte de Nueva York. Keane, en busca de músicos turcos auténticos para el proyecto, descubrió a Faruk mientras tocaba en el club de danza oriental Fácil's, en Manhattan. Impresionado por su expresividad y técnica, lo convocó a una prueba en su estudio. Faruk llevó consigo a otros músicos y la banda sonora se completó rápidamente.
Esa colaboración marcó el inicio de una estrecha relación profesional. Juntos, grabaron varios discos que exploraron no solo la música turca, sino también influencias árabes y armenias. Faruk, de ascendencia parcialmente egipcia, siente una conexión profunda con la música árabe, a pesar de sus diferencias estructurales con la turca.
A lo largo de su carrera, ha trabajado con músicos destacados como el laudista y violinista palestino Simon Shaheen, el percusionista australiano Michael Askill, el percusionista armenio Arto Tunçboyaciyan y el laudista Ara Dinkjian, colaborador habitual en sus últimas producciones.
Actualmente, Omar Faruk Tekbilek continúa activo, combinando investigación musical con presentaciones en vivo y colaboraciones internacionales, consolidándose como uno de los intérpretes más representativos de la música sufi y de fusión del Medio Oriente.

## Discografía
- Suleyman The Magnificent (1988)
- Fire Dance (1990)
- Beyond The Sky (1992)
- Fata Morgana (1994)
- Whirling (1994)
- Mystical Gardens (1996)
- Crescent Moon (1998)
- One Truth (1999)
- Dance into Eternity (2000)
- Alif (2002)
- Tree Of Patience (2006)